# (591) Irmgard
(591) Irmgard es un asteroide perteneciente al cinturón de asteroides descubierto el 14 de marzo de 1906 por August Kopff desde el observatorio de Heidelberg-Königstuhl, Alemania.
Se desconoce la razón del nombre.